# Водоляй
Водоляй — посёлок в Зубово-Полянском районе Мордовии России. Входит в состав Умётского городского поселения.

## История
Основан в годы первой пятилетки рабочими Зубово-Полянского леспромхоза.

## Население
| 2002 | 2010 |
| ---- | ---- |
| 12   | ↘11  |

Национальный состав
Согласно результатам Всероссийской переписи населения 2002 года, в национальной структуре населения мордва-мокша составляли 83 %.